# Caso João Pedro
O caso João Pedro refere-se à morte do adolescente brasileiro João Pedro Mattos Pinto (23 de junho de 2005 — São Gonçalo, 18 de maio de 2020), baleado durante uma operação policial em São Gonçalo, município pertencente à Região Metropolitana do Rio de Janeiro. O caso ganhou ampla repercussão nacional, uma vez que a casa onde João Pedro estava com outros cinco jovens foi alvo de mais de 70 disparos. O caso foi denunciado à Organização das Nações Unidas (ONU) e à Organização dos Estados Americanos (OEA) pela deputada estadual Renata Souza junto com o deputado federal Marcelo Freixo.

## Resgate
João Pedro foi levado para uma base aérea na zona sul do Rio, mas já chegou ao local meio-morto, segundo os Bombeiros. Os parentes que foram impedidos de entrar no helicóptero não receberam nenhuma informação sobre o menino.

## Repercussão
A Anistia Internacional Brasil e Justiça Global, em conjunto com o Coletivo Papo Reto de comunicação comunitária, com sede no Complexo do Alemão, divulgaram uma nota conjunta em que condenam as operações policiais ocorridas no Alemão e no Complexo do Salgueiro. Em junho, o ator estadunidente Terry Crews enviou um vídeo prestando sua solidariedade à família de João Pedro, além de prestar seu apoio aos ativistas brasileiros.

## Investigações
A polícia investiga as possíveis irregularidades da ação, muito embora afirme que os policiais revidaram tiros disparados por bandidos, que teriam usado a casa onde os jovens estavam para fugir. Em 2 de agosto de 2020, uma reportagem do jornal Extra mostrou que uma série de falhas na investigação do caso comprometeram a perícia do mesmo.
Em 9 de julho de 2024, a Justiça do Rio de Janeiro absolveu sumariamente os 3 policiais da Coordenadoria de Recursos Especiais (Core) pela morte do adolescente João Pedro, em São Gonçalo. A decisão apontou que os acusados agiram em legítima defesa.

## Documentário
- 2021: As histórias por trás de recorde de mortes pela polícia em plena pandemia | Documentário BBC[13]